# Burkovák
Burkovák (504 m n. m.) (též Tábor) je zalesněná hora mezi Nemějicemi a Dražíčí na Bechyňsku na pomezí okresů České Budějovice a  Písek v jižních Čechách.
Název hora Tábor je podle biblické hory Tábor v Izraeli, kde došlo k proměně Ježíše Krista v symbol Syna Božího.

## Historie
Stopy lidské činnosti na vrchu pochází již z pravěku. V okolních lesích, např. i na blízkém vrchu „Na kopci“, se nacházejí mohyly z doby halštatské. Na Burkováku bylo v roce 1923 vykopáno množství prehistorických hliněných předmětů, vykopávky trvaly s přestávkami více let, bádal zde také archeolog Josef Švehla, František Lískovec a prof. Martin Kolář a také amatérský archeolog Bedřich Dubský. V r. 1947 zde vykopávky řídil Státní archeologický ústav v Praze.
Celkem bylo nalezeno několik tisíc pravěkých votivních předmětů, všechny v okruhu 20 m2. Vzhledem k tomu, že byly všechny předměty provrtány se usuzuje, že mohly být zavěšeny na stromě. Je pravděpodobné, že se na Burkováku jednalo o přírodní svatyni na posvátné hoře s posvátným stromem. Na této lokalitě byly archeologickým výzkumem zjištěny pozůstatky řad kůlů, díky nimž by se snad dalo usuzovat, že zde mohla stát i stavba, snad svatyně.
V dobách husitů se na vrchu Burkovák shromažďovali lidé v počtech stovek až tisíců a kněží jim zde kázali. Takovéto „poutě na hory“ se konaly na různých místech od Velikonoc 1419 až do jara 1420. Důvodem byly zásahy panovníka a vrchností omezujících husitské bohoslužby a také představa brzkého zániku pozemského světa a přesvědčení o spasení věrných křesťanů právě „na horách". Velké shromáždění (až 42 tisíc stoupenců Husova učení) se konalo 22. července 1419 právě na vrchu Tábor – Burkovák.
V současnosti jsou na vrcholu hory umístěny pamětní kameny, kříž a dřevěné plastiky kříže a kalicha. Z vrcholu vede kuličková dráha.

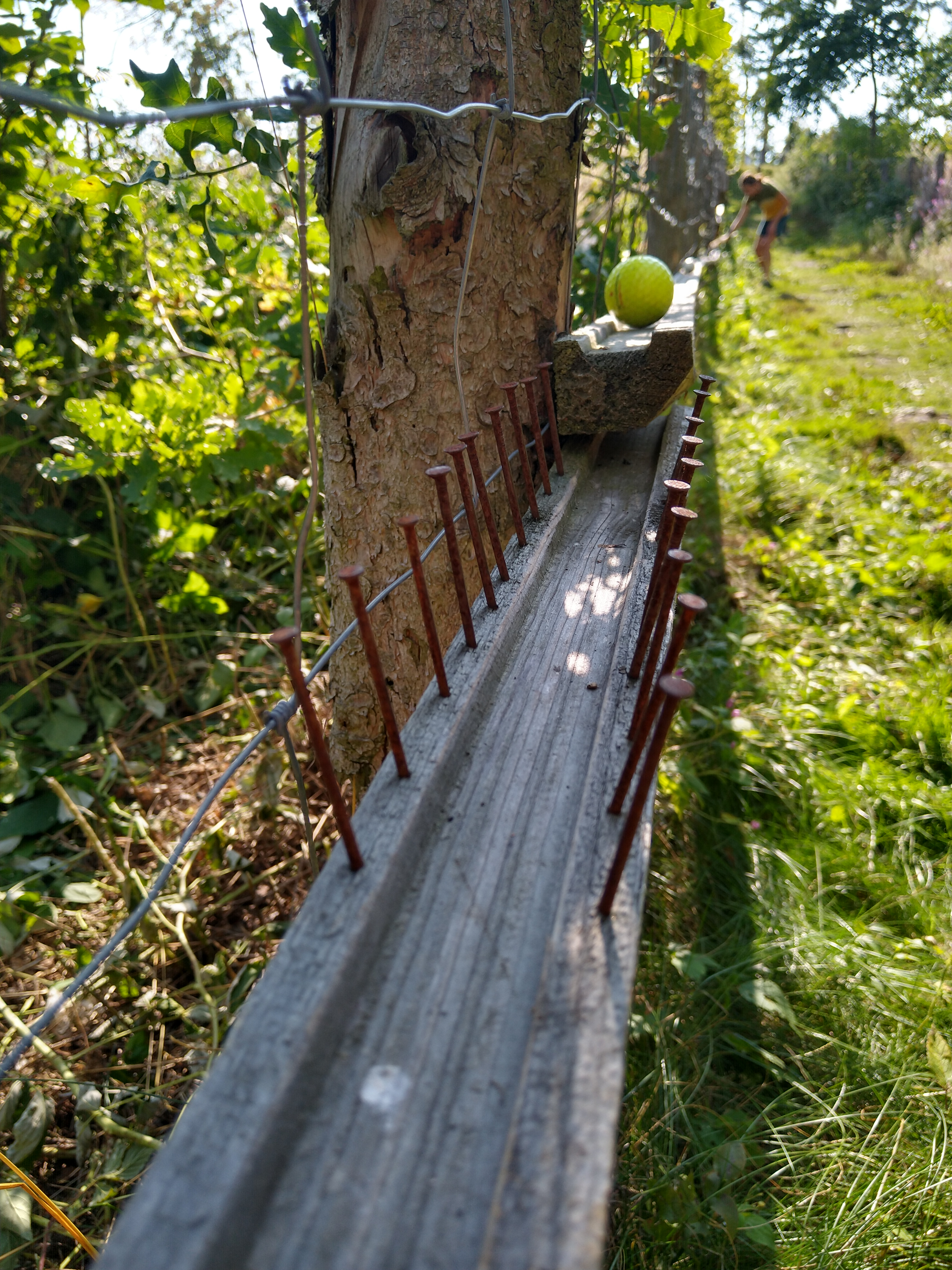
Kuličková dráha

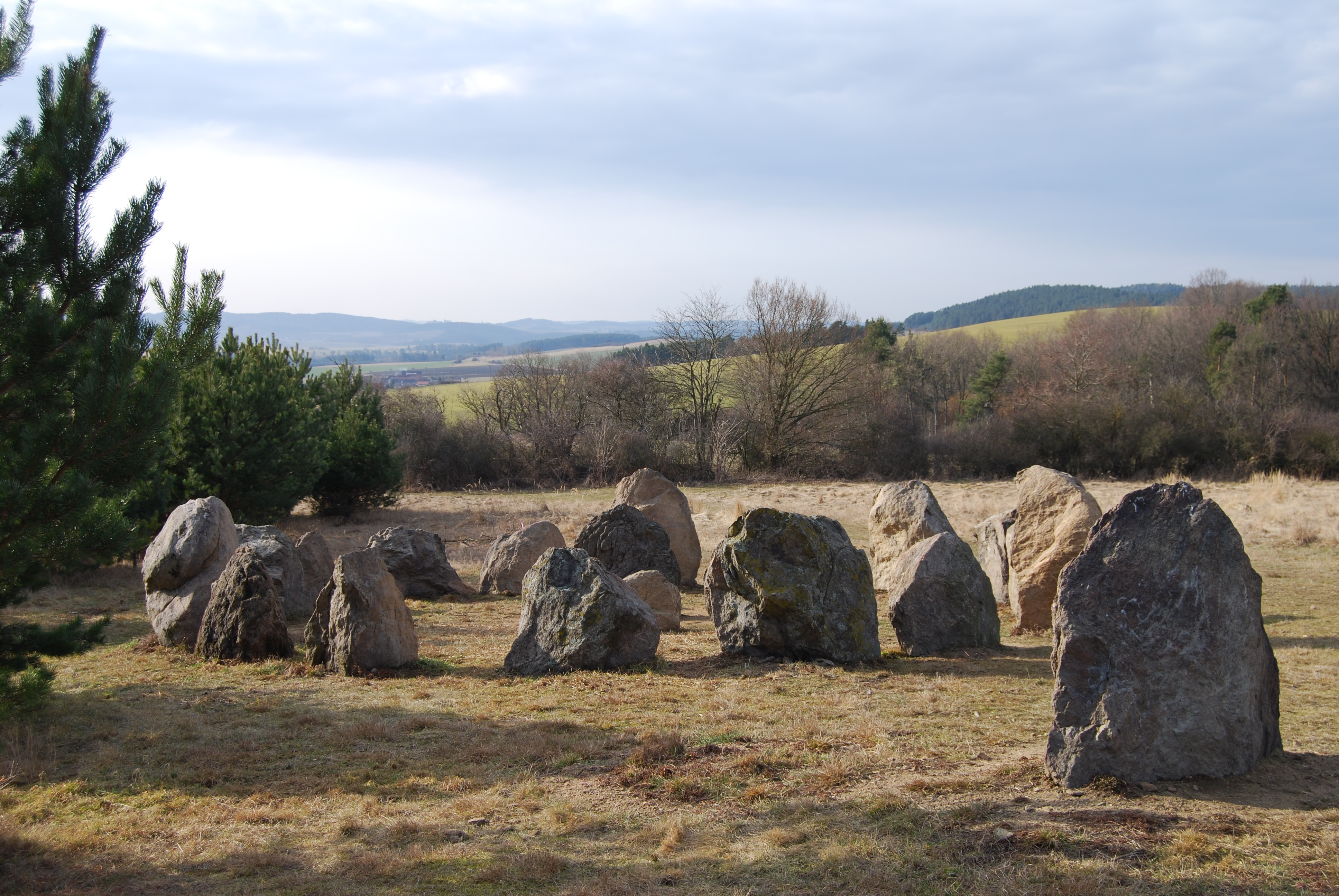
Na západním úbočí se nachází novodobý kamenný kruh